# Raggafaya
Raggafaya – polski zespół muzyczny, który powstał w 2004 roku w Koszalinie. Styl zespołu łączy w sobie wiele gatunków muzycznych (Reggae, Ragga, Dancehall, Ska, Rock, Hip-Hop).

## Historia
Pierwszy eksperymentalny skład zespołu powstał jesienią 2004 roku. Założyli go między innymi Dominik Hałka (instrumenty klawiszowe) oraz Mikołaj Górski (perkusja), członkowie obecnego składu.
Obecny skład zespołu powstał w styczniu 2007 roku, a jego pierwszy koncert odbył się 10 marca 2007 w Słupskim Ośrodku Kultury.
18 sierpnia tego roku na festiwalu Ostróda Reggae Festival zespół zdobył pierwszą nagrodę w postaci możliwości nagrania singla. W wyniku tego nakładem wydawnictwa Zima ukazała się pierwsza płyta zespołu pod nazwą Bongoizm, która w roku 2008 została załączona do marcowego wydania czasopisma Free Colours.
W 2009 roku menadżerem zespołu został Wojciech Wojda, lider Farben Lehre. Ta znajomość zaowocowała wydaniem pierwszej oficjalnej płyty pod nazwą Karrambol, która ukazała się 15 marca 2010 roku nakładem wydawnictwa Lou & Rocked Boys.
Zespół wiele koncertuje u boku uznanych formacji, między innymi: Farben Lehre, Kult, Paprika Korps, O.S.T.R., Enej, Big Cyc, Mr. Zoob, Star Guard Muffin. Występuje także w rozgłośniach radiowych, np. Radio Koszalin oraz Radio Gdańsk.

W lipcu 2011 zespół został laureatem Konkursu Młodych Talentów im. Ryszarda Sarbaka, organizowanym w ramach festiwalu Reggae na Piaskach w Ostrowie Wielkopolskim.
4 sierpnia 2011 roku zespół wystąpił na Dużej Scenie 17 edycji Przystanku Woodstock, na którą zespół został wybrany przez Fabrykę Zespołów (jako jeden z czterech) spośród 700 zgłoszonych do przesłuchań zespołów.
W wyniku wcześniejszych kwalifikacji i konkursu półfinałowego, 6 listopada 2011 zespół wystąpił w finale 2. edycji programu Must Be the Music. Tylko muzyka, emitowanego przez telewizję Polsat.
18 listopada tego roku pod nazwą Dźwiękoszczelni ukazała się druga EP-ka zespołu.
6 grudnia 2011 roku nakładem wydawnictwa Złoty Melon ukazała się płyta DVD Raggafaya XVII Przystanek Woodstock z rejestracją koncertu zespołu podczas 17 edycji festiwalu.
22 marca 2012 roku zespół został wyróżniony nagrodą Prezydenta Miasta Koszalina za dotychczasowe osiągnięcia w dziedzinie kultury.
23 kwietnia 2012 ukazał się drugi LP zespołu, zatytułowany Mixturrra.
26 listopada 2012 z zespołu odszedł Paweł „Enzym” Laskowski.
2 marca 2014 z zespołu odszedł również gitarzysta Michał „Shaggy” Dolak, a zastąpił go Antek Waraksa.
W styczniu 2016 roku Raggafaya ogłosiła komunikat o zawieszeniu działalności muzycznej, oraz o rozstaniu z wokalistą (Nataniel Marsal Cabitango „Chill”). Zespół informując o zawieszeniu dodał, że powrócą po przerwie.

## Muzycy

### Aktualny skład zespołu
- Antek Waraksa – gitara
- Mikołaj Górski „Punktak” – perkusja
- Dominik Hałka „Hauka” – instrumenty klawiszowe i śpiew
- Maciej Trembowiecki „Les Farooosh” – gitara basowa

### Poprzedni członkowie zespołu
- Michał Janicki „Jogurt” – instrumenty klawiszowe
- Michał Karpiński „Czeczen” – śpiew
- Robert Komorowski „Zomo” – gitara, perkusjonalia, śpiew
- Paweł Laskowski „Enzym” – śpiew
- Nataniel Marsal Cabitango „Chill” - śpiew
- Mateusz Radź „DJ Top Cut” – gramofony
- Paweł Wódczyński „Szczur” – gitara
- Michał Dolak „Shaggy” - gitara

## Dyskografia
| Rok                        | Dane dot. albumu                                                                  | Pozycja na liście |
| Rok                        | Dane dot. albumu                                                                  | POL               |
| -------------------------- | --------------------------------------------------------------------------------- | ----------------- |
| 2008                       | Bongoizm - Data: marzec 2008 - Wydawca: Zima                                      | –                 |
| 2010                       | Karrambol - Data: 15 marca 2010 - Wydawca: Lou & Rocked Boys                      | –                 |
| 2011                       | Dźwiękoszczelni - Data: 18 listopada 2011 - Wydawca: Lou & Rocked Boys            | –                 |
| 2011                       | Raggafaya XVII Przystanek Woodstock - Data: 6 grudnia 2011 - Wydawca: Złoty Melon | –                 |
| 2012                       | Mixturrra - Data: 23 kwietnia 2012 - Wydawca: Lou & Rocked Boys                   | –                 |
| 2014                       | Terrrrapia - Data: 15 sierpnia 2014 - Wydawca: Lou & Rocked Boys                  | 24                |
| „–” utwór nie był notowany |                                                                                   |                   |

Notowane utwory
| Rok  | Tytuł           | Pozycja na liście | Album      |
| Rok  | Tytuł           | Turbo Top         | Album      |
| ---- | --------------- | ----------------- | ---------- |
| 2014 | „Tango i rumba” | 16                | Terrrrapia |